# Mosoia gracillipes
Mosoia gracillipes is een hooiwagen uit de familie Assamiidae.